# Marius Lavet
Marius Lavet, né le 7 février 1894 à Clermont-Ferrand et mort le 14 février 1980 à Paris, est un ingénieur français, inventeur en 1936 du principe du moteur pas à pas.

## Biographie
Marius Lavet a étudié aux Arts et Métiers (1910) et à Supélec (1911). 

## Le Prix Marius-Lavet
Marius Lavet a légué une partie de ses biens à une fondation, créée sous l'égide de la Fondation de France, pour doter le Prix Chéreau-Lavet, aujourd'hui renommé Prix Marius Lavet, ingénieur et inventeur. Ce prix soutient le rôle majeur de l’ingénieur-inventeur dans le développement économique français. L'Association Marius Lavet organise la remise du Prix Marius Lavet.